# Ronov nad Doubravou
Ronov nad Doubravou − miasto w Czechach, w kraju pardubickim. Według danych z 31 grudnia 2010 powierzchnia miasta wynosiła 1701 ha, a liczba jego mieszkańców 1 743 osób.

## Demografia
| Rok             | 1970  | 1980  | 1991  | 2001  | 2003  | 2010  | 2014  |
| --------------- | ----- | ----- | ----- | ----- | ----- | ----- | ----- |
| Liczba ludności | 1 650 | 1 703 | 1 628 | 1 588 | 1 645 | 1 743 | 1 696 |

Źródło: Czeski Urząd Statystyczny